# Onomakles
Onomakles (altgriechisch Ὀνομακλῆς Onomaklḗs) war ein Politiker und Feldherr im klassischen Athen zur Zeit des Peloponnesischen Krieges (431–404 v. Chr.). Seine genauen Lebensdaten sind nicht bekannt.
Der Geschichtsschreiber Thukydides erwähnt Onomakles zuerst 412 v. Chr., als er als Admiral gemeinsam mit seinen Kollegen Phrynichos und Skironides den Oberbefehl über eine vereinigte athenisch-argivische Expedition nach Ionien ausübte. Nach der siegreichen Schlacht von Milet, in der die Milesier von Spartanern und persischen Söldnern des Satrapen Tissaphernes unterstützt wurden, bereiteten die Athener die Belagerung von Milet vor. Beim Herannahen einer vereinigten spartanisch-sizilischen Flotte zogen sie sich jedoch auf Drängen des Phrynichos nach Samos zurück. Kurz darauf, noch im selben Jahr, nachdem die athenischen Truppen auf Samos verstärkt worden waren, wurde Onomakles mit einem Teil der Streitkräfte und des Geräts gemeinsam mit seinen Kollegen Strombichides und Euktemon nach Chios entsandt. 
Politisch stand Onomakles auf Seiten der oligarchischen Partei in Athen, in der er eine wichtige Rolle spielte. Im Jahr 411 v. Chr. beteiligte er sich an dem oligarchischen Regime der Vierhundert. Er war in diesem Zusammenhang Mitglied einer Athener Gesandtschaft, die (allerdings vergeblich) nach Sparta reiste, um dort Möglichkeiten zu einem Friedensschluss auszuloten. 
Nach der Absetzung des Rats der Vierhundert und der Einrichtung der Verfassung der 5000 wurden die Gesandten Archeptolemos, Onomakles und Antiphon von Rhamnus auf Betreiben ihres Parteifreundes Theramenes des Landesverrats bezichtigt und angeklagt, sie hätten zum Schaden Athens unter allen Umständen Frieden mit den Spartanern herbeiführen wollen. Im Rat wurde der Antrag gestellt, sie festzunehmen und einem Gerichtsverfahren zuzuführen. Während Onomakles daraufhin sofort aus Athen flüchtete und ins Exil ging, blieben Archeptolemos und Antiphon, wie auch andere Oligarchen, freiwillig in der Stadt, weil sie glaubten, in dem Gerichtsverfahren freigesprochen zu werden. In der pseudo-plutarchischen Schrift über das Leben der zehn Redner (Vitae decem oratorum) ist der im Jahr 411 oder 410 v. Chr. erlassene Ratsbeschluss und das gegen den Logographen und Rhetoriklehrer Antiphon verhängte Todesurteil wegen Hochverrats im Wortlaut überliefert.
Der Dichter Alkaios von Mytilene erwähnt eine Person mit dem Namen „Onomakles“ in einem seiner Gedichte und vergleicht diese dabei mit jemandem, der sich auf der Flucht vor den Menschen weit in die Wildnis zurückgezogen hat und dort nun unter primitiven Verhältnissen leben muss, wobei er sich danach sehnt, zu seinen Mitmenschen zurückkehren, um wieder am politischen Leben seiner Stadt und den Ratsversammlungen teilnehmen zu können:
… ich armer

lebe wie ein Bauer

und lechze danach zu hören, wie die Versammlung

und der Rat einberufen werden, …

Mein Vater und der Vater meines Vaters

hatten dieses Glück, und sie sind dabei

alt geworden zusammen mit diesen

Bürgern, die einander Schlechtes antun.

Ich (aber) wurde aus ihrer Mitte verbannt

und floh bis ans äußerste Ende der Welt, wie Onomakles

bewohnte ich hier alleine die Gebüsche von Wölfen.
Wahrscheinlich bezieht sich der Text in seiner vorletzten Zeile auf das Exil das Onomakles nach dem Jahr 411 v. Chr. Er deutet darauf hin, dass Onomakles damals in allgemein bekannter und nahezu sprichwörtlicher Weise vor der drohenden Todesstrafe „das Weite gesucht“ hatte.
Nach der Niederlage Athens gegen Sparta wurde Onomakles zu einem der Dreißig Tyrannen gewählt, die in Athen vom August 404 v. Chr. bis zum März 403 v. Chr. unter der Oberherrschaft Spartas und später auch unter dem Schutz spartanischer Besatzungstruppen eine oligarchische Schreckensherrschaft  errichteten, der schätzungsweise 1500 Personen zum Opfer fielen.
Nach dem Ende der Tyrannei, Anfang 403 v. Chr. zog sich Onomakles wahrscheinlich wie andere Anhänger der Oligarchie – den Vereinbarungen mit der neuen demokratischen Regierung gemäß – in die befestigte Nachbarstadt Eleusis zurück. Möglicherweise ist er bei dem späteren Vorstoß demokratischer Truppen vor die Stadt und bei den dann stattfindenden Verhandlungen mit den meisten seiner Tyrannen-Kollegen von den Demokraten ermordet worden.